# Sabir Kamalow
Sabir Kamalowitsch Kamalow (russisch Сабир Камалович Камалов; usbekisch Sobir Kamalovich Kamalov; * 19. Apriljul. / 2. Mai 1910greg. in Taschkent; † 6. Juni 1990 ebenda) war ein sowjetisch-usbekischer Politiker. Von 1957 bis 1959 war er Erster Sekretär der Usbekischen SSR.

## Leben
Sabir Kamalow wurde 1910 in Taschkent geboren, das damals noch zum Russischen Reich gehörte. Er stammte aus einer Arbeiterfamilie und war zunächst als Bauarbeiter und Gelegenheitsarbeiter tätig. Schließlich schloss er sich dann aber der Kommunistischen Partei im nun sowjetischen Usbekistan an. Von 1930 bis 1936 war er in der Komsomol tätig, der Jugendorganisation der KPdSU. Von 1933 bis 1936 war er zudem Vorsitzender des Regionalkomitees der Komsomol in der Region Karakalpakstan und begann auch ein Studium am Taschkenter Institut für Marxismus-Leninismus. Von 1941 bis 1946 war er schließlich erster Sekretär des Regionalkomitees der KP in Karakalpakstan, wo er zuvor einige Jahre zuvor bereits die Komsomol geleitet hatte. In der Hierarchie der Kommunistischen Partei stieg Kamalow in der Folge immer weiter auf. 1946 wurde er Abgeordneter im Obersten Sowjet der UdSSR und verblieb dort bis 1962. Vom 28. Dezember 1957 bis zum 15. März 1959 war er schließlich Sekretär des Zentralkomitees der KP in Usbekistan, de facto also Regierungschef der Usbekischen Sowjetrepublik. 1959 wurde er jedoch auf Initiative von Nikita Chruschtschow wieder aus diesem Amt enthoben. Anschließend übte Kamalow nur noch einige kleinere politische Funktionen in Usbekistan aus und starb schließlich am 6. Juni 1990 in seiner Geburtsstadt Taschkent.